# Evelyne Hall
Evelyne Ruth Hall (* 10. September 1909 in Minneapolis, Minnesota; † 20. April 1993 in Oceanside, Kalifornien) war eine US-amerikanische Leichtathletin und Olympionikin.
Evelyne Hall war dreifache US-Meisterin im 80-Meter-Hürdenlauf in der Halle (1931, 1933 und 1935) und Gewinnerin der US-Meisterschaften 1930. 
Bei den X. Olympischen Sommerspielen 1932 in Los Angeles gewann sie die Silbermedaille im 80-Meter-Hürdenlauf hinter Mildred Didrikson (Gold) und vor der Südafrikanerin Marjorie Clark (Bronze). In der Qualifikation für die  XI. Olympischen Spiele 1936 in Berlin erreichte sie den 4. Platz und konnte sich damit nicht qualifizieren.